# カシミール3D
カシミール3Dは、日本のDAN杉本が個人で開発している登山者向けの地図ソフト。各種地図を読み込めるなど機能としては、GISソフトウェアの一種と言える。

## 特徴
名前に3Dが付くように、標高データを元にして、地形を立体的に表示。様々な角度から俯瞰して見ることが出来る機能（カシバードと呼ぶ）を持つ。地表視点でレンダリングすれば、登山者の視点になるため、山座同定用として使用でき、日本におけるこの分野の代表的ソフトウェアと言える。後にカシミール3Dのスマートフォン版といえる「スーパー地形」も開発され、登山中にも簡単に使用できるようになった。
ガーミンなど各種携帯型GPS受信機にも対応しており、GPSデータを地図上や3D上に表示したり、編集・加工のほか、データ解析なども行える。

## 解説本
作者本人が解説を行っている解説本には、同ソフトと地図データが収録されている。主な本は以下の3冊で、日本全体の地図データ（5万分の1、2万5千分の1）が3冊に分割収録される。
- 『カシミール3D入門 : 山と風景を楽しむ地図ナビゲータ』（付録CD-ROMは1枚）、実業之日本社、2002年。ISBN 4408007765。
  - 改訂新版、2010年。付録はDVD-ROM。ISBN 9784408008301。
- 『カシミール3D GPS応用編』（付録のCD-ROMは2枚）、実業之日本社。ISBN 4408007870。
  - 改訂新版、付録はDVD-ROM、2010年。ISBN 9784408008349。
- 『カシミール3D パーフェクトマスター編』（付録のCDROMは2枚）、実業之日本社。ISBN 4408007773。
  - 改訂新版、付録はDVD-ROM。ISBN 9784408008417。
- 『すぐできるカシミール3D図解実例集』実業之日本社、2004年。ISBN 4408007919。
- 『山あるきを楽しむカシミール3D活用術』、実業之日本社、2005年。ISBN 4408007978。
- 『カシミール3DGPSで山登り』、実業之日本社、2007年。ISBN 9784408008134。
- 『スマホ+カシミール3D : GPSログ自由自在』、実業之日本社〈実用百科〉、2013年。ISBN 9784408632957。

共著もしくは他の執筆者による解説書。
- 『カシミール3DとGPS・GISを使ったオリジナルマップ作成講座』山崎利夫（編）、古今書院、2006年。ISBN 4772230599。
- 濱野高正（杉本共著）『ぜったいデキます!カシミール3D : 美しい風景写真を撮ろう!』、技術評論社〈パソコン楽ラク入門〉、2006年。ISBN 4774126330。
- 松本典久、（杉本共著）『空から眺める鉄道ルート : カシミール3Dで見る・自分で描く』、実業之日本社、2006年。ISBN 4408008028。

## 用途
- 風景CG
- 山座同定
- 陰影のある地形図、背景地図

地形データに基づき地図の立体表示が可能。そのため、陰影のある地形図を背景に用いた各種地図を作成するのに便利。
- 断面図

## 受賞
- 2012年、国土地理院の第1回「電子国土賞2012 PC部門」を受賞[1]。
- 2018年、開発者の杉本智彦が、日本地図学会による学会賞の「作品・出版賞」を受賞[2]。

## 画像の利用
カシミール3Dでレンダリングされた画像の利用については、付属のマニュアルの著作権節において下記のように記されている。
本ソフトで作成した画像は上記の条件を除けば自由に使用できます。商用利用の場合は『カシミール3D』で作成した旨を、制作物のどこかに明記されてください。またご一報くだされば幸いです。 —DAN杉本、マニュアル
なお、国土地理院刊行の「数値地図」の地形データ使用した画像を公開する場合には測量法により国土地理院長の許可が必要になる。アメリカ合衆国がパブリックドメインで公開しているShuttle Radar Topography Missionのデータを使用すれば、日本国の測量法の制限を受けることはない。